# Escudo de la provincia de Cáceres

Escudo de la Provincia de Cáceres.

El escudo empleado por la Diputación Provincial de Cáceres, que puede considerarse como provincial, reúne los blasones de las poblaciones que son cabeceras de las comarcas naturales del territorio: Cáceres, Plasencia, Coria, Navalmoral de la Mata y Trujillo, junto la cruz de la Orden de Alcántara por papel que jugó la orden en la historia de la provincia. Fue adoptado el 28 de noviembre de 2013.
El encargado de realizar el nuevo escudo fue Abelardo Muñoz Sánchez, académico de la Real Academia Matritense de Heráldica y Genealogía, quien retomó los estudios del investigador Antonio Floriano Cumbreño del año 1975 y del cronista oficial de la provincia, Santos Benítez Floriano, publicado en 1981. Posee la siguiente descripción heráldica:
Escudo cuartelado:
- En el primer cuartel, de plata (blanco), una torre almenada de lo mismo aclarada de gules (rojo) y acostada de dos árboles de sinople (verde) terrazados de lo mismo, que es de Plasencia;
- El segundo, de gules, un león rampante, de oro (amarillo), linguado, armado y coronado de lo mismo, bordura de azur (azul) cargada de ocho castillos, de oro, almenados, mazonados de sable (negro) y aclarados de azur, que es de Coria;
- En el tercero, de azur, un moral de oro, frutado de púrpura, adiestrado de una campana de plata y siniestrado de una trompa de lo mismo que es de Navalmoral de la Mata;
- En el cuarto, de plata, una cruz flordeliseada de sinople que es de la Orden de Alcántara;

Entado en punta de plata, una muralla de gules, mazonada de sable y acostada de dos torres de lo mismo, aclaradas de campo y surmontada de un brochante de oro cargado con la figura de la Virgen María, de plata con manto de azur y el Niño Jesús, de plata que es de Trujillo.
Sobre el todo en escusón partido, de gules , un castillo de oro, almenado de tres almenas, mamposteado de sable y aclarado de azur; y de plata, un león rampante, de púrpura, linguado y armado de gules, y coronado de oro que es de la ciudad de Cáceres.
Al timbre corona real cerrada que es un círculo de oro, engastado de piedras preciosas, compuesta de ocho florones de hojas de acanto, visible cinco, interpoladas de perlas y de cuyas hojas salen sendas diademas sumadas de perlas, que convergen en el mundo de azur, con el semimeridiano y el ecuador en oro, sumado de cruz de oro. La corona forrada de gules.

Antiguo escudo proyectado para la provincia.